# Cédric Revol
Cédric Revol (* 22. Juli 1994) ist ein französischer Judoka. Er erkämpfte bis 2024 zwei Bronzemedaillen bei Europameisterschaften.

## Sportliche Karriere
Cédric Revol kämpft seit 2013 in der Gewichtsklasse bis 60 Kilogramm. Seinen einzigen französischen Meistertitel gewann er 2021.
Bei den Europameisterschaften 2022 in Sofia unterlag er im Viertelfinale dem Belgier Jorre Verstraeten. Mit Siegen über den Ukrainer Artem Lessjuk und den Georgier Luchum Tschchwimiani sicherte sich Revol eine Bronzemedaille.
Im Februar 2023 erreichte Revol das Finale beim Grand-Slam-Turnier in Paris und verlor dann gegen den Aserbaidschaner Balabəy Ağayev. Im Oktober 2023 gewann Revol beim Turnier in Abu Dhabi seinen ersten Grand-Slam-Titel. Im April 2024 bei den Europameisterschaften in Zagreb verlor Revol im Halbfinale gegen Balabəy Ağayev; im Kampf um Bronze bezwang er Artem Lessjuk.